# Eutichurus tezpurensis
Eutichurus tezpurensis là một loài nhện trong họ Miturgidae.
Loài này thuộc chi Eutichurus. Eutichurus tezpurensis được Biswamoy Biswas miêu tả năm 1991.